# Harry van Tussenbroek
Henry Gerald (Harry) van Tussenbroek (Leiden, 12 september 1879 – Den Haag, 6 april 1963) was een Nederlands docent en poppenmaker.

## Leven en werk
Van Tussenbroek was een zoon van kandidaatnotaris Otto Willem Pieter van Tussenbroek en Kate Southernwood. Hij was de broer van Otto van Tussenbroek, kunstenaar en directeur van het Museum voor Kunstnijverheid in Haarlem. 
Van Tussenbroek woonde vanaf 1925 in Amsterdam, waar hij leraar aan de Toneelschool was. Hij maakte ook toneelkostuums. Sinds 1920 maakte hij poppen en marionetten met een "bijzonder persoonlijke suggestieve sfeer", die hij samenstelde van allerlei (rest)materialen. In 1937 nam hij met zijn poppen deel aan de Wereldtentoonstelling van 1937 in Parijs en won een 'diplôme d'honneur'. Hij exposeerde verder bij onder andere Arti et Amicitiae (1934), het Centraal Museum (1951) en het Stedelijk Museum Amsterdam (1952). Hoewel hij geregeld zijn poppen en de werking van de marionetten demonstreerde, was hij meer poppenmaker dan poppenspeler.
In maart 1963 werd een comité gevormd dat zich wilde inzetten voor het behoud van Van Tussenbroeks werk en ter gelegenheid van diens 84e verjaardag later dat jaar een tentoonstelling organiseren bij de Rijksacademie. Van Tussenbroek had nooit een van zijn poppen verkocht en wilde wel meewerken aan een permanente tentoonstelling, bij voorkeur in Amsterdam. De poppenmaker overleed echter kort daarop, 
waarna bleek dat hij testamentair had bepaald dat zijn werk moest worden vernietigd. Er werd conservatoir beslag gelegd en er ontstond een juridische strijd. Diverse kunstenaars, onder wie Godfried Bomans, Mari Andriessen, Kees Verwey en Simon Carmiggelt, deden een beroep op de ministers van Onderwijs, Kunsten en Wetenschappen en Justitie voor behoud van de collectie. In oktober 1963 werd het beslag echter door de rechtbank opgeheven, waarna de 200 poppen door de executeur testamentair zijn vernietigd.
Geportretteerd
Van Tussenbroek was bevriend met diverse kunstenaars en een aantal legde zijn beeltenis vast. Bart Peizel exposeerde in 1926 een portret van de poppenmaker in het Stedelijk Museum. Ook de schilderes en poppenverzamelaar Lizzy Ansingh schilderde Van Tussenbroek (1929) en daarnaast diens poppen op het schilderij Het knekelhuis van Harry van Tussenbroek (1944). Sorella schilderde eveneens zijn portret, net als Harm Kamerling Onnes in 1952. Annie Roland Holst-de Meester exposeerde haar getekend portret (1930) bij Arti. Henri C. Maclean maakte in 1933 stillevens met zijn poppen, net als Jan Sluijters in 1929, Dirk Filarski in 1940 en Bets Bayens, Henri Berssenbrugge en Eva Besnyö tussen 1935 en 1940. Paul Huf maakte in 1948 een fotoreportage van Van Tussenbroek. Charles Huguenot van der Linden maakte in 1959 de documentaire Tussenspel bij kaarslicht over Van Tussenbroek en zijn werk, die dat jaar werd vertoond bij het Filmfestival van Cannes. Hans Marinus van Dokkum vervaardigde in 1946 een serie spookachtige etsen: Het knekelballet van Harry van Tussenbroek. In 1956 portretteerde Constance Wibaut hem in een gezelschap Amsterdamse Joffers, dat in zijn huis in de Lomanstraat bijeenkwam om de tachtigste verjaardag van Coba Ritsema te vieren.